# Васалатій Григорій Іванович
Григорій Іванович Васалатій (30 серпня 1935, село Шершенці, тепер Подільського району Одеської області — ?) — молдавський радянський діяч, міністр лісового господарства Молдавської РСР. Член ЦК КП Молдавії в 1971—1976 та 1986—1990 роках. Кандидат у члени ЦК КП Молдавії 1976—1986 роках. Депутат Верховної Ради Молдавської РСР 7—11-го скликань.

## Біографія
Народився в селянській родині.
У 1959 році закінчив Кишинівський державний сільськогосподарський інститут імені Фрунзе.
У 1959—1962 роках — агроном-економіст, головний агроном колгоспу імені Котовського Унгенського району Молдавської РСР.
Член КПРС з 1961 року.
У 1962—1964 роках — голова колгоспу «Вяца ноуэ» Фалештського району Молдавської РСР.
У 1964—1967 роках — 2-й секретар Унгенського районного комітету КП Молдавії.
У 1967—1973 роках — 1-й секретар Ніспоренського районного комітету КП Молдавії.
У 1973—1975 роках — 1-й заступник голови Ради колгоспів Молдавської РСР.
15 липня 1975 — 6 січня 1978 року — голова Державного комітету лісового господарства Ради міністрів Молдавської РСР.
У 1978 році закінчив заочно Вищу партійну школу при ЦК КПРС у Москві.
6 січня 1978 — 20 липня 1988 року — міністр лісового господарства Молдавської РСР.
20 липня 1988 — 24 травня 1990 року — голова Державного комітету із лісового господарства та охорони природи Ради міністрів Молдавської РСР.
Подальша доля невідома.

## Нагороди
- орден Жовтневої Революції
- орден Трудового Червоного Прапора
- орден Дружби народів
- орден «Знак Пошани»
- медалі